# Kim (navn)
 For alternative betydninger, se Kim. (Se også artikler, som begynder med Kim)
Kim er et navn, der kan bruges til både drenge og piger samt som efternavn.
I skandinavisk tradition er Kim et drengenavn, der enten stammer fra det keltiske "Kimbal", der betyder "konge" eller "leder af mænd i kamp", eller fra forkortelsen af navnet Joachim. I Danmark var navnet særligt populært i tiden efter 2.Verdenskrig på grund af modstandsmanden Kim Malthe-Bruun. Varianter af navnet omfatter Kimm, Kimmy og Kimmo.
I engelsktalende lande er Kim almindeligvis et pigenavn, evt. som en forkortelse for Kimberly. På dansk anvendes som pigenavn i beskedent omfang Kimmie, Kimie, Kimmi, Kimi, Kimberly og Kimberley.
Kim er også et almindeligt familienavn i Korea.

## Kendte personer med navnet

### Drengenavn
- Kim Andersen, dansk politiker.
- Kim Blæsbjerg, dansk forfatter.
- Kim Bodnia, dansk skuespiller.
- Kim Brink, dansk fodboldleder.
- Kim Lykkeskov, dansk ishockeyspiller.
- Kim Daugaard, dansk musiker.
- Kim Daugaard, dansk fodboldspiller.
- Kim Larsen, dansk musiker og komponist.
- Kim Malthe-Bruun, dansk frihedskæmper.
- Kim Philby, engelsk spion.
- Kimi Räikkönen, finsk racerkører.
- Kim Schumacher, dansk radio- og tv-vært.
- Kim Staal, dansk ishockeyspiller.
- Kim Vilfort, dansk fodboldspiller.

### Pigenavn
- Kimmie Andersen (alias Jade-Laila; Kimmie Jade), dansk stripper og nøgenmodel.
- Kim Basinger, amerikansk skuespiller.
- Kim Carnes, amerikansk sanger.
- Kim Clijsters, belgisk tennisspiller.
- Kimberly Holland, amerikansk Playboymodel.
- Kim Kardashian, amerikansk model og tv-stjerne.
- Kimberly Lil' Kim Denise Jones, amerikansk rapper.
- Kim Novak, amerikansk skuespiller.
- Kim Raver, amerikansk skuespiller.
- Kim Wilde, engelsk sanger.

### Efternavn
- Kim Dae Jung, sydkoreansk præsident.
- Kim Il-sung, nordkoreansk statsleder.
- Kim Jong-il, nordkoreansk statsleder.
- Kim Jong-un, nordkoreansk statsleder.

## Navnet anvendt i fiktion
- Kim er titlen på en roman af Rudyard Kipling. Romanen er også filmatiseret.
  - Kimsleg er en hukommelsesleg, der omtales i denne roman.
- Kim-bøgerne var en populær drengebogsserie fra slutningen af 1950'erne.
- Kim Possible er en tegnefilmsfigur skabt af Disney.
- Kim Zambrano er en FDNY reder fra tv-serien Aftenvagten
- Kim Bauer er Jack Bauers datter i tv-serien 24 Timer